# 亞歷山大·拉杜洛夫
亞歷山大·拉杜洛夫（俄语：Александр Валерьевич Радулов，1986年7月5日—）是俄羅斯的職業冰球運動員，司職翼鋒，現效力於大陸冰球聯盟莫斯科中央陸軍。
2015年5月與藝術體操選手戴莉亞·迪米崔耶娃結婚，妻子並於同年11月11日誕下1名嬰兒。

## 外部連結
- RussianProspects.com Alexander Radulov Profile